# Ганьґікйот

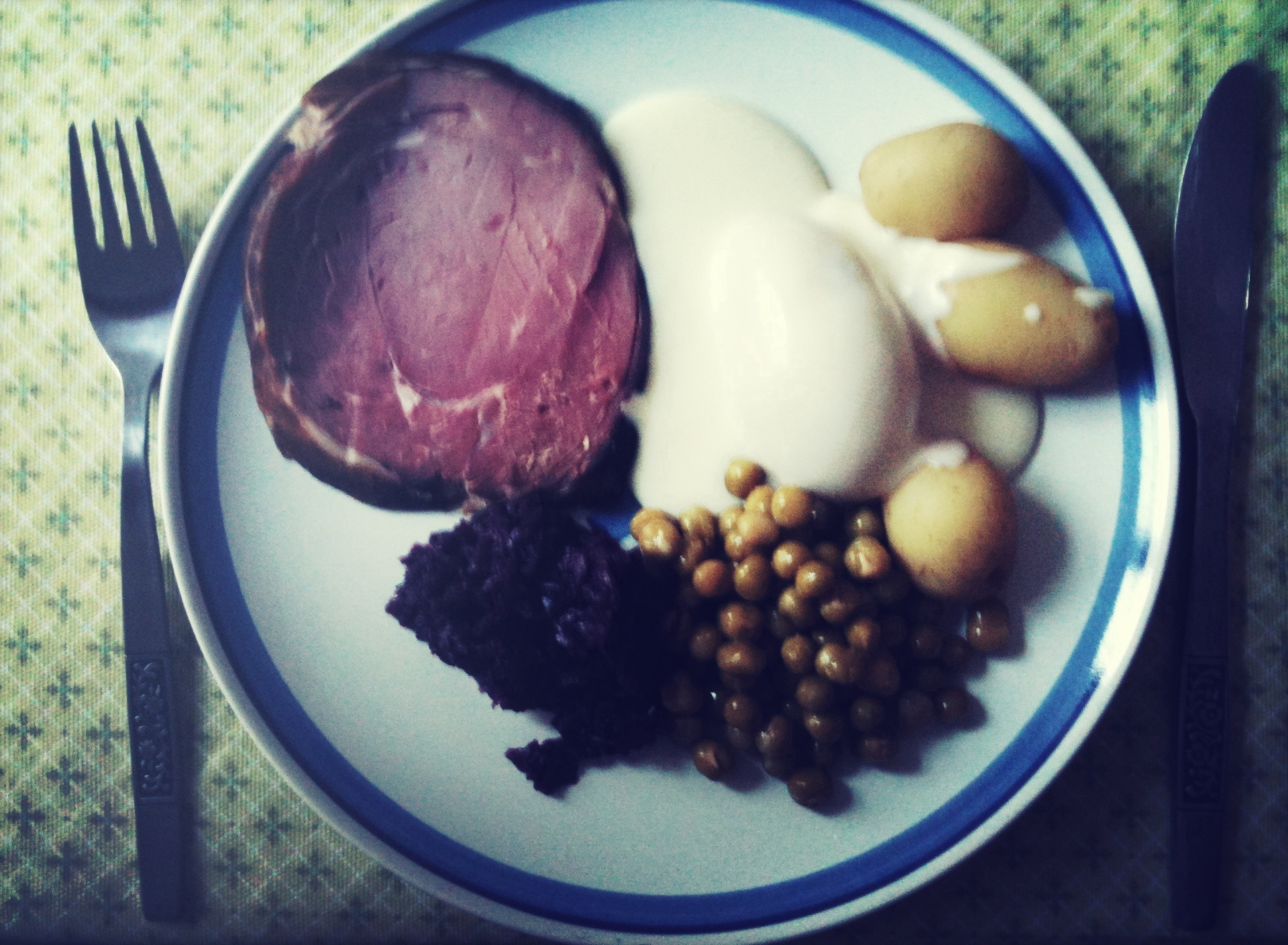
Ганьґікйот з картоплею в соусі бешамель і зеленим горошком

Ганьґікйот (ісл. вимова: [ˈhauɲcɪˌcʰœːt]; фактично: «підвішене м'ясо») — традиційна святкова їжа в Ісландії, яку подають на Різдво.

## Етимологія та історія
Цю ісландську копчену баранину або конину зазвичай варять і подають у гарячому чи холодному вигляді скибочками, традиційно з картоплею в соусі бешамель і зеленим горошком, або тонкими скибочками на хлібі, такому як флаткака або руґбрау або лауфабраур. Свою назву він отримав від давньої традиції копчення їжі, щоб зберегти її, підвішуючи до крокв коптильні.
Іноді в м'ясі присутні шматочки ниток, які прив'язані навколо м'яса, щоб стиснути його та утримувати під час копчення; нитки не їдять.
Існує кілька типів ганьґікйоту. М'ясо може походити з різних частин овець, але найчастіше це задні ноги. Багато хто вважає найкращою ніжку на кістці з достатнім шаром жиру, хоча інші віддають перевагу м'ясному рулету без кісток або хочуть, щоб більша частина жиру була зрізана.

## Комерційна форма
Останніми роками з'явилися інші типи, такі як твірейкт («двічі копчений») ганьґікйот, тобто баранина, яка коптилася протягом тривалого періоду часу і більше схожа на старий сільський ганьґікйот, який часто висів високо над кухонним вогнем протягом багатьох місяців. Його зазвичай подають сирим тонкими скибочками, іноді подібно до італійського прошуто, з динею. Сучасний комерційний ганьґікйот зазвичай досить злегка копчений. Два основних види коптять або ісландською березою, або висушеним овечим гноєм.
Недавнє опитування показало, що близько 90 % усіх ісландців їдять ганьґікйот принаймні один раз на свята.
Копчена баранина у Великій Британії відома як макон, але не є поширеною.